# Norbert Burgmüller
August Joseph Norbert Burgmüller (8 de febrero de 1810-7 de mayo de 1836) fue un compositor alemán.

## Biografía
Burgmüller nació en Düsseldorf, el hijo menor en una familia musical. Su padre, August Burgmüller, era director de un teatro. Su madre, Teresa von Zandt, era un cantante y profesora de piano. Tenía dos hermanos, Franz y Friedrich. Friedrich también fue un compositor. Después de la muerte de su padre, la familia atravesó problemas financieros. Recibieron apoyo del conde Franz von Nesselrode-Ehreshoven.
Burgmüller estudió con Joseph Kreutzer en Düsseldorf, y Louis Spohr y su alumno Moritz Hauptmann en Kassel. Después de su estudio se convirtió en su profesor de piano. Se comprometió con Sofía Roland, pero en 1830 la relación terminó, afectando gravemente a Norbert. Se volvió epiléptico y se dio a la bebida.
En el mismo año regresó a Düsseldorf para vivir con su madre. Allí se hizo amigo de Felix Mendelssohn. Se comprometió a Josephine Collin, pero esta relación también terminó. Después de que Mendelssohn marchara de Leipzig en 1835, Burgmüller hizo planes para irse a París, donde su hermano Friedrich había ido. En 1836, mientras estaba en un spa en Aquisgrán, se ahogó durante un ataque de epilepsia.
Robert Schumann, que hizo los arreglos para la publicación póstuma de sus dos sinfonías y completó la orquestación del scherzo de la Sinfonía n.º 2 que no terminó, escribió en un memorial que no hubo una muerte más deplorable que la de Norbert Burgmüller desde la temprana muerte de Franz Schubert.

## Obras
Los números de opus no se corresponden con el orden de composición.

### Obras orquestales
- Concierto para piano en fa sostenido menor, Op 1 (1829)
- La sinfonía n.º 1 en do menor, Op. 2 (1831-33)
- La sinfonía n.º 2 en re mayor, Op. 11 (1834/35, inacabada - el tercer movimiento de esta sinfonía (Scherzo) fue completado por Robert Schumann: no hay final).
- Ouvertüre en fa menor, Op. 5 (1825)
- 4 Entractes

### Obras vocales
- "Dionys", ópera basada en la balada de Schiller  "Die Bürgschaft" (1832/34, fragmentos)
- 6 Canciones, Op. 3 (pub. 1838)
- 5 Canciones, Op. 6 (pub. 1839)
- 5 Canciones, Op. 10 (pub. 1840)
- 5 Canciones, Op. 12 (pub. 1864)
- Frühlingslied en sol mayor (pub. 1840)
- Morgenlied en mi bemol mayor (1834, fragmentos)

### Música de cámara
- Cuarteto de cuerda n.º 1 en re menor, Op. 4 (1825)
- Cuarteto de cuerda n.º 2 en re menor, Op. 7 (1825/26)
- Cuarteto de cuerda n.º 3 en la bemol mayor, Op. 9 (1826)
- Cuarteto de cuerda n.º 4 en la menor, Op. 14 (1835)
- Ständchen en mi bemol mayor para clarinete (o violonchelo), viola y guitarra (1825)
- Dúo en mi bemol mayor para clarinete y piano, Op. 15 (1834)

### Música para piano
- Sonata en fa menor, Op. 8 (1826)
- Vals en la bemol mayor (1827)
- Mazurka en mi bemol mayor
- Polonesa en fa mayor, Op. 16 (1832)
- Rapsodia en si menor, Op. 13 (1834)

### Obras perdidas
- Instrumentación del Quodlibet "Die Wiener en Berlín" de Karl Blum (1827)
- Salmo 117 (1828)
- Canción: En des Irrtisch weisse Fluten (1831)
- Coro masculino para el "Epílogo a Goethe el elogio fúnebre" (1832)
- Música incidental para "Albrecht Dürer Sueño" (1833)
- Coro festival para el cumpleaños de Su Majestad (1834)
- Cantata de Pascua (1836)